# Halicyclops aquaesurgentis
Halicyclops aquaesurgentis – gatunek widłonoga z rodziny Halicyclopidae. Opisał go w 1964 roku zoolog Branko Božić. Miejsce typowe znajduje się na wyspie Reunion.